# Hansa Borg Bryggerier
Hansa Borg Bryggerier är ett norskt bryggeri- och distributionsföretag som säljer öl, flaskvatten och kolsyrade drycker.

## Historia
Hansa Borg Bryggerier AS grundades 1997, efter en sammanslagning mellan Hansa Bryggeri och Borg Bryggerier. Bolaget var kontrollerat av Egenæssa- familien (75% ägande), som ägde Borg sedan 1905 fram till samgåendet 1997. Övriga huvudägare är det svenska Spendrups Bryggeri AB och danska Royal Unibrew. 

## Företaget
Hansa Borg Bryggerier är Norges näst största sammanslutning av norska bryggerier efter Ringnes, ägd av Carlsbergkoncernen. Bolaget driver tre regionala bryggerier anläggningar i Bergen, Sarpsborg, Kristiansand och Olden i Norge. Ölmärken inkluderar Hansa, Waldemars, Borg och CB, samt Heineken och Clausthaler under licens. År 1999 förvärvade Hansa Borg Christianssands Bryggeri (CB). Detta gav Hansa Borg rikstäckande distribution av samtliga tre huvudmärken av öl samt kontroll av de lokala marknaderna i Hordaland, Østfold och Sörlandet. År 2005 förvärvade Hansa Borg Olden Brevatn, ett företag som producerar dricksvatten från en glaciär i Oldedalen.  Hansa Borg äger 54,4% av mikrobryggeriet Nøgne Ø i Grimstad och 50% av mikrobryggeriet Austmann i Trondheim.